# Харт, Майкл
Майкл Стерн Харт (англ. Michael Stern Hart; 8 марта 1947 — 6 сентября 2011) — американский писатель, изобретатель электронных книг и основатель проекта «Гутенберг», который сделал электронные книги свободно доступными через Интернет. Большинство первых материалов он напечатал и разместил лично.

## Биография
В 1971 году Майкл Харт получил неограниченный доступ ко времени крупного компьютера Xerox Sigma V от операторов в университете штата Иллинойс. Пытаясь достойно применить этот ресурс, он создал первую электронную книгу Декларация независимости США, когда впечатал её текст в компьютер. Так путём создания электронных копий большего количества книг получил начало Проект «Гутенберг».

## Личная жизнь
Поддерживал себя материально за счёт небольших работ, собирая пожертвования для своего детища Проект «Гутенберг».
Избегал расходов на врачей, предпочитая домашние средства. Собрал много компьютеров и стереосистем, другой аппаратуры, часто из вышедшего из употребления оборудования, жертвуя собственной роскошью ради борьбы с безграмотностью и сохранения доступа общественности к информационным ресурсам. Вёл жизнь, близкую к бедности, «питаясь, в основном, бобовыми консервами».

## Смерть
Майкл Харт умер 6 сентября 2011 г. от сердечного приступа в своём доме в Эрбана, штат Иллинойс. Ему было 64 года.